# Paul Kiss (Politiker, 1947)
Paul Kiss (* 30. September 1947 in Oberpullendorf) ist ein ehemaliger österreichischer Hauptschullehrer und Politiker (ÖVP). Er war zwischen 1989 und 2002 Abgeordneter zum Österreichischen Nationalrat.

## Ausbildung und Beruf
Kiss besuchte von 1953 bis 1961 die Volks- und Hauptschule in Oberpullendorf und wechselte in der Folge an die Katholische Lehrerbildungsanstalt in Eisenstadt, die er 1966 mit der Matura abschloss. Er war von 1966 bis 1967 Lehrer an der Volksschule Piringsdorf und zwischen 1967 und 1979 Lehrer an der Hauptschule Stoob. Dazwischen leistete er von 1969 bis 1970 den Präsenzdienst ab. Kiss war zudem von 1979 bis 1989 Lehrer am Polytechnischen Lehrgang Oberpullendorf. 

## Politik
Kiss war von 1975 bis 1979 Personalvertreter der Pflichtschullehrer des Bezirkes Oberpullendorf und wurde 1977 zum Bürgermeister von Oberpullendorf gewählt. Er war zudem ab 1991 Landesobmann des ÖAAB Burgenland und zwischen 1985 und 1988 Obmannstellvertreter des Burgenländischen Müllverbandes.
Am 7. November 1989 zog Kiss als Vertreter der ÖVP in den Nationalrat ein, 1990 legte er das Amt des Bürgermeisters zurück. Bei der Nationalratswahl 2002 kandidierte der langjährige Sicherheitssprecher des ÖVP-Parlamentsklubs im Landeswahlkreis Burgenland sowie im Regionalwahlkreis Burgenland Süd auf dem ersten Platz. Da jedoch Franz Glaser bei der Wahl wesentlich mehr Vorzugsstimmen erzielte, schied Kiss mit dem 19. Dezember 2002 aus dem Nationalrat aus. In der Folge trat Kiss 2003 auch als Landesobmann des ÖAAB zurück.